# Resolució 1206 del Consell de Seguretat de les Nacions Unides
La Resolució 1206 del Consell de Seguretat de les Nacions Unides fou adoptada per unanimitat el 12 de novembre de 1998. Després de recordar totes les resolucions sobre la situació a Tadjikistan i al llarg de la frontera entre l'Afganistan i Tadjikistan, el Consell va prorrogar el mandat de la Missió d'Observació de les Nacions Unides a Tadjikistan (UNMOT) per un període de sis mesos fins al 15 de maig de 1999.
A Tadjikistan es van produir moviments per implementar els acords de pau i un manteniment de l'alto el foc. El Govern del Tadjikistan i l'Oposició Tadjik Unida (OTU) van estar en contacte directe en un intent de resoldre la crisi. El Consell va assenyalar que la situació de seguretat en algunes parts del país encara era precària i hi havia retards per establir els fets que envoltaven l'assassinat de quatre membres de la UNMOT, un oficial d'assumptes civils japonès, un oficial polonès, un oficial uruguaià i un intèrpret tadjik, el juliol de 1998.
La resolució va condemnar els últims combats a la zona de Khujand i les parts van ser convocades a aplicar l'Acord General i crear condicions per facilitar la celebració de les eleccions. Per tant, es va condemnar amb duresa els assassinats del personal de la UNMOT, i la conclusió de la investigació del govern tadjik era essencial per a la represa de les seves activitats en el terreny. El Consell va acollir amb beneplàcit la contribució de les forces de manteniment de la pau de la Comunitat d'Estats Independents. Es va recordar a totes dues parts de Tadjikistan que el compromís de la comunitat internacional depenia de la seguretat del personal internacional.
Finalment, es va demanar al secretari general Kofi Annan que mantingués informat al Consell sobre les novetats i que informés en un termini de tres mesos.